# Golden Dawn (film)
Pour l’article homonyme, voir Golden Dawn.

Golden Dawn est un film américain réalisé par Ray Enright, sorti en 1930.

## Synopsis
Dans l’Afrique coloniale, Dawn est une fille blanche, kidnappée en bas âge et élevée par un indigène noir, Mooda, qui dirige une cantine dans la colonie coloniale maintenant allemande. Dawn tombe amoureuse d’un planteur de caoutchouc britannique, Tom Allen, qui est maintenant prisonnier de guerre. Le chef noir indigène des tribus de cette région est également amoureux de Dawn et devient extrêmement jaloux quand il entend parler de l’amour de Dawn pour Allen, qui, à son tour, est renvoyé en Grande-Bretagne par les Allemands pour avoir tenté de voler Dawn, qu’ils croient être à moitié noire.
Finalement, les Britanniques reprennent le contrôle du territoire et chassent les Allemands. Allen retourne dans la colonie. Lorsque la colonie connaît une sécheresse, le chef tribal local tente d’inciter les indigènes contre Dawn, affirmant que Dieu est en colère parce que Dawn a osé aimer un homme blanc. Allen est incapable de sauver Dawn parce que les autorités coloniales refusent d’agir à moins d’avoir la preuve que Dawn est blanche à cent pour cent. Finalement, la « mère » de Dawn (Mooda) avoue qu’elle n’est pas la vraie mère de Dawn et que la vraie mère de Dawn était blanche, ce que le père de Dawn confirme.
Allen amène rapidement des troupes britanniques juste au moment où les indigènes sont sur le point de sacrifier Dawn. Au cours de la cérémonie cependant, l’une des prêtresses vierges révèle que le chef tribal jaloux a menti à propos de Dawn et que Dieu ne s’intéresse pas à Dawn car elle est d’un blanc pur. En outre, elle révèle que le chef de tribu avait violé sa chasteté (celle de la prêtresse) et affirme que la véritable raison de la colère de Dieu était cet acte sacrilège. Le chef tribal est déposé et sacrifié à la colère des indigènes et la sécheresse se termine rapidement alors que la pluie tombe. En fin de compte, Dawn et Allen, heureusement réunis, retournent ensemble en Angleterre.

## Fiche technique
- Titre : Golden Dawn
- Réalisation : Ray Enright
- Scénario : Walter Anthony d'après la pièce (opérette) de Otto Harbach et Oscar Hammerstein II
- Musique : Rex Dunn
- Photographie : Frank B. Good et Devereaux Jennings
- Pays de production : États-Unis
- Format : Couleurs - 1,37:1
- Genre : Comédie dramatique, musical
- Durée : 83 minutes
- Date de sortie : 1930

## Distribution
- Walter Woolf King : Tom Allen
- Vivienne Segal : Dawn
- Noah Beery : Shep Keyes
- Alice Gentle : Mooda, la mère de Dawn
- Dick Henderson : Duke
- Lupino Lane : M. Pigeon
- Marion Byron : Joanna
- Edward Martindel : Colonel Judson
- Nina Quartero : Demoiselle d'honneur
- Otto Matieson : Capitaine Eric